# Zakończenie sieci
Zakończenie sieci – termin prawniczy, którego definicja zawarta jest w ustawie z dnia 12 lipca 2024 r. Prawo komunikacji elektronicznej (w latach 2004-2024 w ustawie z dnia 16 lipca 2004 r. Prawo telekomunikacyjne). Termin ten oznacza fizyczny punkt, w którym abonent otrzymuje dostęp do publicznej sieci telekomunikacyjnej; w przypadku sieci stosującej komutację lub przekierowywanie, zakończenie sieci identyfikuje się za pomocą konkretnego adresu sieciowego, który może być przypisany do numeru lub nazwy abonenta.